# Sensors
Sensors est une revue scientifique à comité de lecture qui publie des articles en libre accès de recherche dans le domaine des capteurs et biosenseurs.
D'après le Journal Citation Reports, le facteur d'impact de ce journal était de 2,245 en 2014. L'actuel[Quand ?] directeur de publication est Peter Seitz (Université de Neuchâtel, Suisse).